# 井上哲夫 (卓球選手)
井上哲夫（いのうえ てつお）は、千葉県八日市場市出身の元卓球選手。専修大学在学中、全日本学生卓球選手権大会で優勝を果たした。卒業後シチズン時計に所属した。世界卓球選手権にも日本代表として3大会に出場している。

## 経歴
千葉県立銚子商業高等学校から1967年に専修大学へ入学、2年次の1968年全日本選手権で3位となり、3年次の1969年には世界選手権ミュンヘン大会の代表となり、全日本学生卓球選手権で優勝、全日本選手権で準優勝した。4年次の1970年も全日本選手権で3位、卒業後はシチズン時計に入社して卒業後も実業団で卓球を続け1971年世界選手権名古屋大会、1977年世界選手権バーミンガム大会のメンバーになり、団体の予選リーグ、ユーゴスラビア戦では、4-4のラストで勝利し、準優勝に貢献した。1970年、1971年の全日本選手権では仲村渠功とのペアでダブルス優勝を果たした。日本式の丸型ペンホルダーを用い、前陣で鉄壁のショートを主体に粘りつつ、機を見て攻撃に転ずる「ショート主戦型」と呼ばれる独特のプレースタイルで活躍した。
1976年にシチズン時計を退社し、1980年に千葉卓球センターをたちあげ、1983年には有限会社千葉卓球を設立した。

## 主な成績
世界卓球選手権
- 1969年ミュンヘン大会団体優勝（長谷川信彦、河野満、伊藤繁雄、井上哲夫、笠井賢二）[1]、シングルスベスト8
- 1971年名古屋大会団体準優勝（長谷川信彦、河野満、伊藤繁雄、田阪登紀夫、井上哲夫）[1]
- 1977年バーミンガム大会団体準優勝（河野満、田阪登紀夫、高島規郎、井上哲夫、前原正浩）[1]

全日本卓球選手権大会
- シングルス準優勝（1969年）、シングルス3位（1968年、1970年）、ダブルス優勝（1970年、1971年）

全日本社会人卓球選手権
- シングルス優勝（1975年）

全日本学生卓球選手権
- シングルス優勝（1969年）

アジア卓球選手権
- ダブルス優勝（1972年、1976年、いずれも河野満とのペア）混合ダブルス（1967年 平野美恵子とのペア、1976年（島本美津子とのペア））[2]